# Велимир Јакић
Велимир Јакић (Добра Села, код Шавника, 8. октобар 1911 — Голник, код Крања, 3. октобар 1946) био је инжењер шумарства, учесник Народноослободилачке борбе, пуковник Југословенске армије и народни херој Југославије.
Одрастао је у Пљевљима, где је завршио основну школу и гимназију. Шумарство је студирао у Земуну и Загребу, а након дипломирања, радио је у Шумској управи у Пљевљима. Још за време студија, дружио се са револуционарним студентима и члановима КПЈ, а у чланство Комунистичке партије Југославије (КПЈ) примљен је 1939. године. Био је члан и секретар Месног комитета КПЈ за Пљевља и члан Обласног комитета КПЈ за Санџак.
Након окупације, 1941. био је један од покретача Тринаестојулског устанка у пљеваљском крају, као и један од организатора Пљеваљског партизанског одреда. Од фебруара 1942. био је политички комесар Главног штаба НОП одреда Санџака и командант Пљеваљског одреда. Јуна 1942. постао је политички комесар Треће пролетерске санџачке бригаде, са којом је учествовао у походу у Босанску Крајину и борбама око Мркоњић Града. Након погибије Волође Кнежевића, октобра 1942. постао је командант бригаде, коју је предводио у борбама током Четврте и Пете непријатељске офанзиве.
У јесен 1943. постао је командант Главног штаба НОВ и ПО Санџака, радећи на стварању и успешном војном и политичком деловању нових партизанских јединица, као и на изградњи војно-позадинских власти у Санџаку. Потом је био члан Штаба Другог ударног корпуса. Након што му се погоршало здравствено стање, у лето 1944. био је пребачен у Бари, а одатле у Совјетски Савез, где је лечен од туберкулозе. Децембра 1945. се вратио у Југославију, где је био изабран за посланика Народне скупштине ФНРЈ. Јула 1946. отишао је на лечење у санаторијум на Голнику, где је преминуо октобра исте године. Сахрањен је у Алеји народних хероја на Новом гробљу у Београду.
Носилац је Партизанске споменице 1941. и других југословенских одликовања, а за народног хероја Југославије проглашен је 21. децембра 1951. године.

## Биографија
Рођен је 8. октобра 1911. године у Добрим Селима, код Шавника. Његова породица потиче из дурмиторског племена Дробњаци. Био је најстарије од седморо деце црногорског официра Миљана Јакића и његове супруге Софије, рођене Павићевић. Као присталица уједињења Црне Горе и Србије, његов отац ухапшен је током „Бомбашке афере” 1907, када је био кажњен са двогодишњим губитком чина. У току Балканских ратова учествовао је у опсади Скадра и Брегалничкој бици, а за време Првог светског рата се налазио у аустроугарском заробљеништву у Мађарској. Након стварања нове југословенске државе, постао је официр Југословенске војске, а 1919. се са породицом преселио у Пљевља, где је добио службу. Незадовољан положајем официра бивше Црногорске војске у новој војсци, затражио је пензију. Умро је 1936. године.
Читава породица Велимира Јакића активно је учествовала у Народноослободилачком покрету (НОП) — мајка Софија, сестре Ковиљка, Милијана, Душанка и Стана и браћа Јездимир и Светомир, а у току Народноослободилачког рата страдали су Јездимир (1921—1942), Душанка (1924—1941) и Стана (1926—1942). Након окупације земље, породица Јакић окупила се у Пљевљима, које су 16. априла 1941. окупирали Немци и усташе, а потом 8. маја предали Италијанима. За време краткотрајне немачко-усташке власти, усташе су извршиле претрес и пљачку породичне куће Јакића. Том приликом целу породицу су истерали из куће и неколико часова држали напољу испред митраљеза. Сестре Душанка и Стана, ученице Трговачке академије у Београду, тада су услед промрзлина добиле запаљење плућа и тешко се разболеле. Након избијања Тринаестојулског устанка, чији су учесници били Велимир и његов млађи брат Јездимир, Италијани су ухапсили преостале чланове породице, изузев старе и тешко болесне баке Стане. Након месец дана, на заузимање грађана Пљеваља и петиције, коју су жене Пљеваља предале команди дивизије „Пустерија”, породица Јакић пуштена је из затвора и стављена у кућни притвор, док је Ковиљка Јакић протерана из града. Након сплашњавања устанка, септембра 1941. Јездимир Јакић враћен је на политички рад у Пљевља, али је на улазу у град ухапшен и са првим интернирцима одведен у логор Клос у Албанији. Новембра 1941, заједно са групом болесних и деце, био је враћен у Пљевља. После неуспешног партизанског напада на Пљевља, 1. децембра 1941, Италијани су део куће породице Јакић претворили у затвор, а Милијану Јакић ухапсили. Остали чланови породице тада су држани у строгом кућном притвору и нигде нису могли изаћи, нити им је ко могао доћи, па ни лекар. Ово је било кобно за сестре Јакић, које су биле тешко болесне. Душанка је преминула 22. децембра 1941, а Стана 2. фебруара 1942. године. Након што је бака Стана преминула половином марта, у кући су остали само мајка Софија и дванаестогодишњи син Светомир. Као одмазду за стрељање италијанских војника заробљених у току Пљевљаске битке, Италијани су 4. маја 1942. на Сењаку у Пљевљима стрељали групу од 32 талаца, међу којима је био и Јездимир Јакић. Након стрељања, Италијани су покупили све партизанске породице из Пљеваља и протерали их из града. Међу њима, нашли су се и чланови породице Јакић — Софија, Светомир и Милијана, која је пуштена из затвора. Након доласка на слободну територију, прикључили су се партизанима и са Трећом пролетерском санџаком бригадом прешли у Босну. Заједно са осталим народом, који је кренуо за партизанима, Софија и Светомир су почетком јуна 1942. на Вучеву, као изнемогли и нејаки за напорни поход у Босанску крајину, упућени назад у Црну Гору, где је мајка Софија остала у околини Пљеваља до краја рата, док се Светомир након опоравка вратио у партизане и био курир Штаба Треће пролетерске санџачке бригаде.

### Школовање и студије
Основну школу и гимназију завршио је у Пљевљима. Године 1931. отишао је у Београд и уписао одсек шумарства на Пољопривредно-шумарском факултету у Земуну. Током студија упознао се са многим студентима-револуционарима Београдског универзитета, а посебно се дружио са Васом Прљом и Гојком Гошовићем, као и студентима-револуционарима из пљеваљског краја — Рифатом Бурџовићем, Мишом Павићевићем, Јосифом Маловићем и другима. Највише се дружио са земљаком Томашем Жижићем, који је био члан комунистичке студентске фракције и Централног партијског већа на Универзитету. Заједно са Томашем и другим студентима Пољопривредно-шумарског факултета, учествовао је у раду студентског културног удружења „Село“, које се бавило помагањем сеоској и радничкој омладини.
После две године студија на Београдском универзитету, 1932. године, прешао је у Загреб на Шумарски факултет. Године 1935. је дипломирао и вратио се у Пљевља. Кратко време је радио као волонтер у Шумарској управи, а потом је отишао на одслужење војног рока. Војску је служио од октобра 1935. до јула 1936. године у Школи резервних официра у Горажду, коју је завршио као први у рангу. Заједно са њим тада ову школу је похађао и Бошко Ђуричковић, народни херој Југославије. После одслужења војног рока, вратио се кући и запослио у Шумској управи у Пљевљима. Потом је годину дана радио као шеф Шумске управе у Колашину, а 1938. године се вратио у Пљевља и био шеф Шумске управе. На овој дужности радио је све до почетка Априлског рата 1941. године.
Године 1939. Велимир Јакић се верио са својом девојком Ружом Стевовић из Нове Вароши. Упознали су се још док је она похађала више разреде гимназије, а непосредно пред рат је уписала Музичку школу у Београду. Почетак Априлског рата, 1941. године, прекинуо је њихове планове о венчању. Знајући да је Велимирова вереница, четници су је, 1943. године, ухапсили заједно са мајком Леном и после мучења заклали. Читава Ружина породица је учествовала у Народноослободилачкој борби — брат Јеврем, сестра Наташа и муж њене сестре Миљане, Драгић Томић.

### Устанак 1941.
Као резервни официр, Велимир је одмах после војног пуча од 27. марта 1941. године, био позван на војну вежбу у Мостарски гарнизон. Ту га је затекао почетак Априлског рата, током којег је са својом јединицом учествовао у спречавању успостављања власти усташке Независне Државе Хрватске (НДХ). Са својом четом, успео је да изврши контранапад на усташе и потисне их са железничке станице у Мостару. Заузете положаје нису могли дуго држати, па су се повукли, а потом је и стигла вест о капитулацији Југословенске краљевске војске. После капитулације, одбио је да се преда непријатељу и кренуо у Пљевља. Током ових дана упознао се и спријатељио са својим претпостављеним командантом, Рудолфом Приморцем, каснијим учесником НОБ-а и народним херојем Југославије.
Пљевља је 16. априла 1941. године, окупирала немачка Осма тенковска дивизија, а одмах потом је уследило успостављање усташке власти у граду и околини. Почетком маја, Пљевља су од Немаца преузели Италијани, па су се усташе морале повући. Због мешовитог састава становништва у Пљевљима, као и у читавом Санџаку, од првог дана окупација окупатор је радио на распиривању националне мржње. Немци и усташе су подржавали Муслимане против Срба и Црногораца, док су Италијани подржавали Црногорце. Велимир Јакић је као, секретар Месног комитета КПЈ за Пљевља, заједно са другим комунистима радио на смиривању националних страсти.
У току маја 1941. године одржан је састанак Месног комитета КПЈ за Пљевља, ком је присуствовао и Рифат Бурџовић, политички секретар Обласног комитета КПЈ за Санџак. На том састанку Велимир је поднео детаљан извештај о раду Месног комитета КПЈ. Почетком јуна, одржан је нови састанак Месног комитета, на којем је Велимир присутне упознао са директивом Покрајинског комитета КПЈ за Црну Гору, Боку и Санџак о припремама за оружани устанак и одлукама Мајског саветовања ЦК КПЈ. После ове седнице, на којој су чланови Месног комитета добили задужења по рејонима, приступило се припремама, војној обуци, прикупљању оружја и санитетског материјала. За веома кратко време у пљеваљском срезу формирано је осам ударних група, а у самом граду две.
Одлука ЦК КПЈ, од 4. јула и одлука ПК КПЈ за Црну Гору, Боку и Санџак, од 10. јула, о почетку оружаног устанка, са закашњењем је стигла у Пљевља, тек 17. јула 1941. године. У том тренутку у другим крајевима Црне Горе је већ отпочео масовни Тринаестојулски устанак. Због страха од хапшења, Велимир је са групом чланова КПЈ, 16. јула напустио Пљевља. Два дана потом, 18. јула, у шуми код Крушева, одржан је састанак Месног комитета на ком је делегат Обласног комитета Недељко Мердовић, пренео директиву о подизању устанка. После овог састанка Велимир је отишао на Бобово, где је са Владимиром Дамјановићем и Владимиром Кнежевићем радио на организовању Одреда од становништва из Бобова и Мељака. Одмах после формирања, Одред је организовао напад на карабињерску станицу у Мељаку. После њеног заузећа, разоружане карабињере су пустили да иду у Пљевља. После ове акције, устанак се проширио на читав пљеваљски срез, који је убрзо био читав ослобођен, осим Пљеваља, где се налазио већи италијански гарнизон. Пљевља су била потпуно блокирана, а телефонске линије прекинуте.
После италијанске офанзиве, током које је, угушен Тринаестојулски устанак, Италијанска команда, свесна Велимировог утицаја, је писмено позвала њега и Будимира Милићевића, да се предају окупатору, како би их наводно поставили за италијанске официре у Албанији. Због одбијања овог предлога, уследила је уцена Велимирове главе и обећана велика новчана награда оном ко га преда Италијанима живог или мртвог.
Почетком октобра 1941. Рифат Бурџовић је упознао Месни комитет КПЈ за Пљевља са директивама донесеним на партијском саветовању на Златару. У духу ових директива, формирана је 11. октобра Пљеваљска партизанска чета. Убрзо потом, одлуком Врховног штаба НОП одреда Југославије, формиран је Партизански одред за Санџак. За његовог команданта постављен је Велимир Јакић, а за политичког комесара Воја Лековић. Одлуком ЦК КПЈ, реорганизован је и Обласни комитет КПЈ за Санџак, који је био издвојен из ПК КПЈ за Црну Гору и повезан директно са ЦК КПЈ. Велимир је, тада радио и на организовању Народноослободилачких одбора и других органа народне власти у селима око Пљеваља.
После напада на Пљевља, 1. децембра 1941. године, и пораза партизана, дошло је до осипања Црногорског НОП одреда за операције у Санџаку, па је одлуком Врховног штаба формиран нови Црногорско-санџачки партизански одред. За његовог команданта одређен је Миле Перуничић, а за његовог заменика Велимир Јакић. Све до фебруара 1942. године, када је овај Одред расформиран, Велимир се налазио са осталим члановима Штаба одреда на Коврену. Крајем јануара, формиран је Први пљеваљски партизански ударни батаљон „Први децембар”, а Велимир је преузео команду над њим, иако никада није био званично одређен. Овај батаљон је у садејству са Дробњачком четом ослободио Чајниче. Одмах по заузећу места, Велимир је формирао Команду места и био њен први командант. Убрзо потом формиран је и Народноослободилачки одбор и месна партизанска чета. Приликом заузимања Чајнича заробљени су бројни четнички рањеници, који су, по Велимировом наређењу пренесени у болницу. После овога, многе четничке групе из околине Чајнича, су приликом предавања захтевале да буду лично предате Велимиру.

### У Главном штабу за Санџак
Крајем фебруара 1942. године, дошло је до реорганизације Главног штаба НОП одреда Санџака — Владимир Кнежевић Волођа, постављен за команданта, а Велимир Јакић за политичког комесара. Убрзо потом формиран је Други пљеваљски ударни батаљон и Пљеваљски партизански одред. За команданта Пљеваљског одреда, формираног марта 1942. најпре је био постављен Жарко Видовић, а потом Велимир Јакић. Половином априла 1942. године, отпочела је Трећа непријатељска офанзива, чији је главни циљ био уништење слободне територије у Санџаку. У тешким борбама, током ове офанзиве, учествовао је и Велимир.
Велимир Јакић и Воја Лековић, су 22. маја 1942. године на Црном језеру, код Жабљака, присуствовали Војном саветовању Врховног штаба НОП и ДВЈ, којим је руководио Врховни командант Јосип Броз Тито. На овом саветовању је одлучено да главнина партизанских санага пређе у Босанску крајину. Одмах после саветовања, они су одржали састанак ОК КПЈ и Главног штаба за Санџак, на коме су организовали план повлачења из Санџака и одредили део снага који ће остати на овом терену. Од партизанских батаљона из Санџака, који су кренули пут Босанске крајине, 5. јуна 1942. је одлуком Врховног команданта формирана Трећа пролетерска санџачка ударна бригада. Она је тада имала пет батаљона са око 960 бораца. Штаб новоосноване бригаде сачињавали су — Владимир Кнежевић Волођа, командант, Миле Перуничић, заменик команданта, Велимир Јакић, политички комесар и Рифат Бурџовић, заменик комесара.

### У Мркоњић Граду
Трећа санџачка бригада се у току пута за Босанску крајину налазила у саставу Ударне групе Врховног штаба. Овај пут је водио преко Зеленгоре, Калиновика, Трескавице, железничке пруге Сарајево—Коњиц, уз сталну борбу са усташама и домобранима. Бригада се у току овог пута посебно истакла у уништењу усташких посада на Иван Седлу и Брадини, као и заузимању Прозора, када је била похваљена од стране Врховног команданта. Потом је учествовала у заузимању Шујице и Ливна, као и у нападу на Купрес. После ослобођења Мркоњић Града, 24. августа, бригада је остала на његовој територији све до краја новембра 1942. године.
У току пута за Босанску крајину, у долини Сутјеске, одржана је 16. јуна Прва партијска конференција бригаде, којом је руководио Велимир Јакић. У том тренутку у бригади је било 218 чланова КПЈ и 44 кандидата за чланство, као и већи број чланова СКОЈ-а. У току свог боравка у Мркоњић Граду и околини, Велимир је заједно са осталим члановима Штаба и Политичког одељења (Политодјела) бригаде, организовао врло активни политички живот. Групе политичких радника из бригаде су обилазили села и одржавали зборове и конференције, на којима су бирани одборници и стварани Народноослободилачки одбори (НОО), као и организације Антифашистичког фронта жена (АФЖ) и Уједињеног савеза антифашистичке омладине Југославије (УСАОЈ). Велики значај у политичко-пропагандном раду имале су и бригадне новине „Наша бригада“.
Активан политички живот који су спроводили политички радници Треће санџачке бригаде имао је доста утицаја на активније учешће становништва Мркоњић Града у Народноослободилачком покрету (НОП). Септембра 1942. године, Велимир Јакић је заједно са Волођом Кнежевићем, Милом Перуничићем и Рифатом Бурџовићем посетио Врховног команданта Јосипа Броза Тита, који се тада налазио у Млиништу. Тада је Велимир од Тита добио на поклон његову фотографију, са посветом: „Свом вјерном саратнику, Политкому III Н. О. П. У. Б. другу Јакић Велимиру — Тито, 20. IX 1942.“
У ноћи 2/3. октобра Волођа Кнежевић, Рифат Бурџовић и Томаш Жижић су кренули пешице у извидницу ка Првом батаљону бригаде, који се налазио у селу Пецка. После дугог пешачења, они су стигли у село Трново, пред кућу Пере Јаковљевића и затражили да им покаже пут за Пецку. Он их је позвао у кућу, да се одморе, пре него што наставе даље. После вечере, они су прилегли око огњишта и заспали. Домаћин је то искористио да позове четнике, који су се налазили у близини његове куће (четири домаћинова сина су се такође налазила у четницима). Четници су их одмах заробили и везане повели до провалије зване Грујића јама, где су их скинули до голе коже, а потом заклали и бацили у јаму. Ова изненадна трагедија, представљала је катастрофалан губитак за Трећу санџачку бригаду. Велимир Јакић је, почетком фебруара 1943. године, када је са бригадом пролазио поред Трнова, открио убице својих другова. Један сељак из Трнова му је открио имена убица и он их је ухапсио и проследио Воји Зечевићу, команданту места у Мркоњић Граду, где је седам злочинаца добило заслужене казне.

### Командант Треће санџачке бригаде
После погибије Волође, Трше и Томаша, Врховни штаб је за команданта Треће санџачке бригаде именовао Велимира Јакића, а за политичког комесара Бошка Ђуричковића. Тада је извршена и реорганизација бригаде, у њен састав је укључено и око 250 нових бораца из Далмације, а почетком новембра је укључена у састав Прве пролетерске дивизије. Иако болестан, Велимир је био у сталном покрету газећи, са куририма је стизао од батаљона до батаљона и лично издавао заповести.
Бригада је на подручју Јајца, у току децембра, водила тешке борбе са 718. немачком дивизијом, у којима је имала 18 погинулих и рањених бораца и руководилаца бригаде. Након тих борби, бригада је пошла ка Скендер Вакуфу, где је разбила многе усташке и домобранске групе, као и један већи четнички одред. Почетком децембра, бригада је ослободила Котор Варош, а убрзо потом и већу територију Которварошког среза, коју је држала до краја јануара 1943. године. На ослобођеној територији, партијски и политички актив бригаде се максимално заузео за организовање политичког рада на ослобођеној територији. Чланови Штаба и Политодјела бригаде, батаљона и чета присуствовали су масовним састанцима, зборовима и конференцијама по селима, помажући формирање партијских организација и скојевских актива и оснивање Народноослободилачких одбора, као и организације АФЖ-а и УСАОЈ-а. Овај политички рад је био веома успешан, што се видело и у одзиву нових бораца у току добровољне мобилизације, када је попуњен састав Треће санџачке бригаде и формирана нова Седма крајишка ударна бригада.
У другој половини јануара 1943. године, отпочела је Четврта непријатељска офанзива, у којој је Трећа санџачка бригада, предвођена Велимиром Јакићем, поднела огромне напоре и велике жртве, пошто се у току ове операције налазила у заштитници. Велимир, иако очигледно болестан и исцрпљен, учествовао је у свим ратним напорима са својим борцима, идући из борбе у борбу. Свог коња, поклонио је једној сељанки са Баније, која се са децом, у групи народа, повлачила заједно са партизанима. Велимир је пешке газио по дубоком снегу, поред колоне у пратњи својих верних курира Здравка и Шалипура.
Половином јануара бригада је кренула ка Мркоњић Граду и Гламочу, како би заштитила рањенике од непријатељских јединица. Бригада је по мећави и мразу, преко Млиништа, стигла до Гламочког поља и заштитила Централну болницу НОВЈ. Покрет се наставио од Хрбљине ка Купрешком пољу и преко планине Радуше ка Горњем Вакуфу. До половине фебруара 1943. године, док је Главна оперативна група Врховног штаба вршила противофанзиву ка долини Неретве, Трећа санџачка бригада је затварала са леве обале Врбаса правац Бугојно—Горњи Вакуф. Код Горњег Вакуфа, бригада је учествовала у одбрани Централне болнице са око 4.000 рањеника. Иако је претрпела велике губитке, бригада је успела да спасе рањенике.
После битке на Неретви, у пролеће 1943. године, бригада је стигла на простор Граднићи—Белени—Војновићи, где је са јединицама Друге пролетерске дивизије учествовала у форсирању Дрине. После преласка Дрине, бригада је учествовала у борбама са четничким јединицама на простору Шћепан Поља. Тешке борбе с четничким јединицама трајале су све до половине априла, када су четници били разбијени, а бригада је преко Челебића, после једанаест месеци, поново дошла на територију Санџака. Доласком у Санџак бригада је поново допуњена новим борцима, и водила је тешке борбе са Италијанима и четницима. Боравак бригаде у Санџаку, није дуго трајао, јер је ускоро почела Пета непријатељска офанзива.
Почетак Пете непријатељске офанзиве, маја 1943. године, затекао је Велимира Јакића и Штаб Треће санџачке бригаде у селу Мaоче, код Пљеваља. У тим најдраматичнијим данима за Народноослободилачки покрет, Велимир Јакић је изненада добио високу температуру и након два дана је завршио у кревету. Лекар је тада констатовао акутни туберкулозни процес. После пар дана лежања у кревету, Велимир је устао, савлађивајући тешке болове, и наставио да командује бригадом. Од Врховног команданта Јосипа Броза Тита, Велимир је, 28. маја добио задатак да се са бригадом пребаци на леву обалу Таре. Преласком преко Таре, бригада је имала задатак да затвара и брани непријатељско упориште преко Дурмитора и Доброг Дола ка Пиви и Сутјесци. Бригада је тада укључена у Трећу ударну дивизију.
У веома тешким околностима, Велимир је 3. јуна у Мратињу присуствовао, саветовању Врховног штаба и ЦК КПЈ, на којем је донета одлука да се Главна оперативна група подели у две групе и одвојено пробије из обруча. По повратку са саветовања, Велимир је са Штабом бригаде почео да разрађује план пробоја преко Сутјеске и Зеленгоре, али је сутрадан, 4. јуна, уследио јак непријатељски напад на положаје бригаде преко Жабљака и Подгоре. Бригада је тада водила вишедневне тешке борбе на Дурмитору. Велимир се 9. јуна састао са Савом Ковачевићем, командантом Треће дивизије, када су одлучили да се продор из обруча мора извршити правцем Вучева и Сутјеске. Са Трећом дивизијом тада су се налазили чланови Врховног штаба Иван Милутиновић и Милован Ђилас, као и сви чланови Извршног одбора АВНОЈ-а (изузев Ивана Рибара). Ова група сачињавала је око 4.300 људи, од чега је свега 2.000 било способно за борбу.
Дана 13. јуна Трећа дивизија је покушала пробој обруча, али у томе није успела. У току ових најдраматичнијих борби, Велимирова Трећа санџачка бригада је себе жртвовала да би спасила рањенике Централне болнице и да би се снаге Главне оперативне групе са Врховним штабом пробиле из обруча. Тада је погинуло 282 бораца и руководилаца бригаде, међу којима — Божо Милетић, политички комесар, Мома Станојловић, народни херој Југославије, заменик команданта бригаде, Милован Пековић, командант Четвртог батаљона, Лале Вуксановић, заменик команданта Четвртог батаљона и многи други. После неуспелог пробоја, Штаб Треће санџачке бригаде је, на инсистирање Ферида Ченгића, инструктора ЦК КПЈ у бригади, донео одлуку о разбијању бригаде на мање групе и самостално пробијање кроз обруч. Због ове одлуке бригада, после пробоја из обруча, један краћи период није деловала као целина.

### Командант Главног штаба за Санџак
После пробоја из непријатељског обруча на Сутјесци, Трећа санџачка бригада се вратила на терен Санџака, где је водила борбе са италијанско-четничким снагама. Велимир је учествовао у многим борбама, као командант бригаде и члан новоформираног Оперативног штаба за Санџак. Поред извођења војничких акција, Велимир је био веома ангажован у мобилизацији нових бораца за јединице НОВ и ПОЈ, учвршћивању народне власти и јачању братства и јединства Срба, Црногораца и Муслимана. По наређењу Врховног команданта НОВ и ПОЈ, Јосипа Броза Тита, 10. септембра 1943. године формиран је Други ударни корпус, чији је Штаб преузео дужности Главног штаба НОВ и ПО Црне Горе. Трећа санџачка бригада тада је ушла у састав Друге пролетерске дивизије, а Велимир дужност команданта бригаде предао Жарку Видовићу, народном хероју Југославије.
Крајем септембра 1943. године, ослобођена су Пљевља, у која је прешао Штаб Другог корпуса, као и Обласни комитет КПЈ и СКОЈ-а. Одлуком Врховног штаба НОВ и ПОЈ 1. новембра 1943. године формиран је Главни штаб НОВ и ПО Санџака, а на предлог Штаба Другог корпуса, Велимир Јакић је постављен за његовог команданта. Поред њега, у Главни штаб су ушли и Никола Кнежевић, заменик команданта; Селим Хашимбеговић, политички комесар и Комнен Церовић, заменик политичког комесара. Велимир је тада добио и чин пуковника.

### Лечење и смрт
После укидања Главног штаба НОВ и ПО за Санџак, у лето 1944. године, Велимир Јакић је прешао у Штаб Другог ударног корпуса, који се налазио у Колашину. Ту се задржао неколико недеља, у нади да ће му климатски услови пријати и да ће побољшати своје здравље. Током боравка у Колашину, присуствовао је прослави поводом трогодишњице Тринаестојулског устанка у Смаилагића Пољу, као и Трећем заседању Земаљског антифашистичког већа народног ослобођења Црне Горе и Боке (ЗАВНОЦГиБ) на којем је формирана Црногорска антифашистичка скупштина народног ослобођења (ЦАСНО). Ускоро после тога отишао је у Италију у Бари, где је од Милентија Поповића примио дужност политичког комесара партизанске базе.
У Барију се Велимир није дуго задржао, јер му се погоршало здравствено стање, па је 22. августа 1944. упућен у Совјетски Савез на лечење. Заједно са њим на лечење је отишла и Даворјанка Пауновић Зденка, Титова ратна секретарица, која је такође боловала од туберкулозе. Велимир се лечио у санаторијуму удаљеном око 140 километара од Москве, а два пута је боравио и у санаторијуму на Криму. За време боравка у Совјетском Савезу, новембра 1945, на изборима за Уставотворну скупштину ДФ Југославије је изабран за народног посланика. Током боравка у Москви, обављао је дужност политичког комесара југословенске Војне мисије у Совјетском Савезу.
Децембра 1945, донекле опорављен вратио се у Југославију и одмах по доласку примио дужност народног посланика и ангажовао се на бројним скупштинским задацима. Пошто му се здравствено стање поново погоршало, јула 1946. отишао је у санаторијум на Голнику, код Крања, у Словенији. Преминуо је 3. октобра 1946. на рукама свог ратног друга Данила Јауковића, који је дошао да последње часове проведе са својим ратним командантом, другом и пријатељем.
Његови посмртни остаци пренесени су у Београд, где су уз све војне и државне почасти сахрањени у Алеји народних хероја на Новом гробљу. Поред великог броја грађана и делегација, које су присуствовале сахрани, од Велимира се у име Југословенске армије опростио генерал Раде Хамовић, у име Народне скупштине ФНРЈ Миле Перуничић, а у име Комунистичке партије Југославије Воја Лековић. Савез бораца НОР из Пљеваља подигао му је надгробни споменик, а овде су сахрањене и његове сестре Милијана (1918—1956) и Ковиљка (1914—1988), као и млађи брат Светомир (1929—1997).
Носилац је Партизанске споменице 1941. и других југословенских одликовања, међу којима су:
- Орден народног ослобођења — одликован Указом Председништва АВНОЈ-а, 25. септембра 1944.
- Орден заслуга за народ првог реда — одликован постхумно Указом Президијума Народне скупштине ФНРЈ, 28. новембра 1946.
- Орден братства и јединства првог реда — одликован постхумно Указом Президијума Народне скупштине ФНРЈ, 28. новембра 1946.
- Орден партизанске звезде другог реда — одликован постхумно Указом Президијума Народне скупштине ФНРЈ, 28. новембра 1946.
- Орден народног хероја — одликован постхумно Указом Президијума Народне скупштине ФНРЈ 182/51, 21. децембра 1951.[10]